# Kokle
Kokle (łatgalski: kūkle) lub kokles (kūkles) – strunowy instrument muzyczny, wykorzystywany w ludowej muzyce łotewskiej. 
Gra na tym instrumencie polega na szarpaniu strun prawą ręką i wyciszaniu niepotrzebnych strun lewą ręką, podczas gdy instrument spoczywa na kolanach lub na stole. Tradycyjnie kokles miały 7 do 9 strun, później ich liczba się zwiększała. Pierwsze informacje o tym instrumencie pochodzą z XV wieku. 
Zbliżonym do kokles instrumentem jest cytra, a także litewskie kanklės, fińskie kantele i rosyjskie gusli.